# Gerardo III di Jülich
Gerardo di Jülich in francese: Gérard III de Juliers (metà dell'XI secolo – dopo il 1127) fu conte nel territorio di Jülich, dal 1081 fino alla sua morte.

## Origine
Non si conoscono né i nomi né gli ascendenti dei suoi genitori.<bfr>Si pensa che sia parente di Gerardo II, forse figlio o nipote

## Biografia
Di Gerardo III si hanno poche notizie.
Gerardo lo troviamo citato, in due documenti di donazioni fatte dall'arcivescovo di Colonia, Sigevino, che resse la cattedra dal 1078 al 1089:
- il documento n° 242, di data imprecisata (Sigevinus divina favente clementia licet indignus coloniensium archiepiscopus), del Urkundenbuch für die Geschichte des Niederrheins, Volume 1(Gerhart de Gulecho)[1]
- il documento n° IX, del 1081 (SIGEWINUS archiepiscopus), del Akademische Beiträge zur Gülch- und Bergischen Geschichte, band II(Gerardus comes de Guliche)[2].

Queste due testimonianze però potrebbero anche riferirsi al predecessore di Gerardo III, Gerardo II.
Gerardo III fu il primo che assunse il titolo di conte di Jülich (Gerhart comes de Guliche), come nel documento n° 249 del Urkundenbuch für die Geschichte des Niederrheins, Volume 1, nel quale fu testimone di una donazione del successivo arcivescovo di Colonia, Ermanno III di Hochstaden (ego Herimannus III).
Gerardo collaborò poi col successore di Ermanno III, l'arcivescovo di Colonia, Federico I di Schwarzenburg, sia nel periodo in cui Federico era alleato degli Imperatori del Sacro Romano Impero, Enrico IV ed Enrico V, sia quando dopo il 1112, nel periodo della Lotta per le investiture, fu alleato di Papa Pasquale II; Gerardo, combattendo contro l'imperatore fu anche catturato ed imprigionato per un breve periodo.
La collaborazione di Gerardo III con Federico I di Schwarzenburg è dimostrata dagli innumerevoli documenti in cui Gerardo è testimone di Federico:
- il documento n° 616 del 1115, del Urkundenbuch für die Geschichte des Niederrheins, Volume 4 (Gerhart comes de Iulicho et frater eius Gerlach)[4];
- il documento n° 40 del 1127, del Quellen zur Geschichte der Stadt Köln, Band I (Gerardus comes de Iuliaco)[5];
- circa una decina di documenti del Urkundenbuch für die Geschichte des Niederrheins, Volume 1, 
  - il n° 263, datato 1104[6]
  - il n° 268, datato 1106[7]
  - il n° 277, datato 1116[8]
  - il n° 282, datato 1117[9]
  - il n° 286, datato 1117[10]
  - il n° 287, datato 1118[11]
  - il n° 298, datato 1124[12]
  - il n° 301, datato 1126[13]
  - il n° 302, datato 1127[14].

Non si conosce l'anno esatto della morte di Gerardo III, gli succedette il figlio primogenito, Gerardo come Gerardo IV.

## Matrimonio e discendenza
Gerardo III dalla moglie di cui non si conoscono né il nome né gli ascendenti ebbe due figli:
- Gerardo († dopo il 1131), citato col padre nel documento n° 287 del Urkundenbuch für die Geschichte des Niederrheins, Volume 1[11], Conte di Jülich;
- Alessandro († 1136), citato come vescovo di Liegi dal Anselmi Gemblacensis continuatio Sigeberti Chronica[17].

### Fonti primarie
- (LA)  Quellen zur Geschichte der Stadt Köln, Band I.
- (LA)  Akademische Beiträge zur Gülch- und Bergischen Geschichte, Band II.
- (LA)  Urkundenbuch für die Geschichte des Niederrheins, Volume 1.
- (LA)  Urkundenbuch für die Geschichte des Niederrheins, Volume 4.
- (LA)  Monumenta Germaniae Historica, Tomus VI.